# Lawrence Conrad
Lawrence Irvin Conrad (n. 1949) es un historiador y académico británico de los estudios orientales, especializado en estudios del Próximo Oriente y en la historia de la medicina. Actualmente se desempeña como historiador en el Wellcome Institute for the History of Medicine de Londres.

## Educación y carrera
Conrad obtuvo su doctorado en la Universidad de Princeton, donde completó en 1981 su tesis titulada The Plague in the Early Medieval Near East. Tras un breve periodo en la American University of Beirut, en 1985 se incorporó al Wellcome Institute for the History of Medicine  de la University College de Londres. En 2001 se trasladó a la Universidad de Hamburgo, donde permaneció hasta su jubilación en 2008. Conrad es conocido por sus trabajos sobre la historia social del Próximo Oriente medieval, la medicina árabe e islámica y la historiografía en árabe, griego y siríaco.

## Publicaciones seleccionadas
Libros de autoría
- Lawrence I. Conrad; Michael Neve; Vivian Nutton; Roy Porter; Andrew Wear, The Western Medical Tradition: 800 BC to AD 1800. Cambridge: Cambridge University Press, 1995. ISBN 978-0-521-47564-8.[4]
- Albrecht Noth (en colaboración con Lawrence I. Conrad); trad. de Michael Bonner, The Early Arabic Historical Tradition: A Source-Critical Study. Princeton (N.J.): Darwin Press, 1994. ISBN 0-87850-082-0.[5]

Libros editados
- Lawrence I. Conrad (ed.), The World of Ibn Ṭufayl: Interdisciplinary Perspectives on Ḥayy Ibn Yaqẓān. Leiden: Brill, 1996. ISBN 90-04-10135-7.[6]

Libros traducidos
- ʿAbd al-ʿAzīz al-Dūrī, The Rise of Historical Writing Among the Arabs. Trad. al inglés de Lawrence I. Conrad. Princeton: Princeton University Press, 1983. ISBN 978-1-4008-5388-5.[7]